# Гражданская партия (Перу)
Гражданская партия (Сивилистская партия, исп. Partido Civil, PC) — бывшая правоцентристская политическая партия Перу, образованная в 1871 году Мануэльем Пардо в противовес влиянию военных. Первая политическая партия Перу.

## История
Гражданская партия была основана как противовес против растущего политического влияния вооруженных сил в Перу в первой половине республики, единственной целью партии было установить в стране гражданское правление. Это, однако, не помешало им создавать политические союзы с военными в первые годы своего существования. Первым кандидатом партии, основанной в 1872 году, стал её основатель Мануэль Пардо, избранный 2 августа 1872 года.
В течение 1870-х годов экономический рост и определённая степень политической стабильности создали условия для создания первой политической партии в стране. Это была также новая эра международной торговли, бизнеса и финансов, от которой выигрывало Перу. Некоторые считали, что в эту эпоху требовались управленческие навыки, которые могла дать образованная и профессиональная элита, и считали, что Мануэль Пардо подходит для этой работы.
Гражданская партия сначала в основном состояла из недавно разбогатевших торговцев, плантаторов и бизнесменов Перу (особенно тех, кто извлёк выгоду из бума экспорта гуано). Члены партии считали, что военные коррумпированы и больше не могут управлять страной и что они более склонны служить ей в военном отношении, чем управлять ею политически.
После поражения Перу в Тихоокеанской войне (1879—1883) и последующей революции, которая лишила военных власти в стране, Гражданская партия сыграла ключевую роль в восстановлении Перу. Возродив свою антивоенную и ориентированную на экспорт программу, они заручились поддержкой участников революции. Большинство её членов были частью экономической и социальной элиты, обосновавшейся в Лиме.
Между 1899 и 1920 годами большинство перуанских президентов были членами Гражданской партии. Этот период перуанской истории часто называют «аристократической республикой» (термин, введённый перуанцами, имеющими в виду правившую социальную элиту). Однако выборы были ограниченными, требовали строгих требований к собственности и грамотности и часто подвергались манипуляциям со стороны действующего партийного режима.
Партия, как основная политическая сила, была распущена во время 11-летнего правления Аугусто Легии.